# Lúcio Sérgio Fidenato
Lúcio Sérgio Fidenato (em latim: Lucius Sergius Fidenas) foi um político da gente Sérgia nos primeiros anos da República Romana eleito cônsul por duas vezes, em 437 e 429 a.C., com Marco Gegânio Macerino , em seu terceiro mandato, e Hosto Lucrécio Tricipitino respectivamente. Foi também tribuno consular por três vezes, em 433, 424 e 418 a.C.

## Primeiro consulado (437 a.C.)
Lúcio Sérgio foi eleito a primeira vez em 437 a.C. com Marco Gegânio Macerino. Durante seu consulado teve início a guerra contra os fidenos, aliados dos veios, onde reinava Lárcio Tolúmnio e os faliscos. 
Guiou o exército romano e derrotou o exército veio, liderado por Tolúmnio, às margens do rio Aniene numa batalha sangrenta que deixou tantas baixas entre os romanos quanto as veias. Os romanos então decidem nomear um ditador exclusivamente para conduzir a campanha. Mamerco Emílio Mamercino levou os romanos à vitória e recebeu, por isto, um triunfo.

## Tribuno consular (433 a.C.)
Foi eleito tribuno consular em 433 com Marco Fábio Vibulano e Marco Fólio Flacinador, todos os três patrícios.
Durante seu mandato, Roma sofreu com uma epidemia, especialmente na zona rural, o que resultou em uma dura fome; numa tentativa de remediar a situação, os tribunos tentaram importar cereais dos povos vizinhos e da Sicília. Um templo dedicado a Apolo Sosiano foi projetado na esperança de limitar o alcance da fome, mas perdas de homens e animais ficaram críticas.

## Segundo Consulado (429 a.C.)
Eleito novamente cônsul, desta vez com Hosto Lucrécio Tricipitino. Segundo Lívio, nada digno de menção aconteceu neste ano.

## Tribuno consular (424 a.C.)
Em 424, Lúcio Fidenato foi eleito tribuno consular novamente, desta vez com Ápio Cláudio Crasso, Espúrio Náucio Rutilo e Sexto Júlio Julo.
Durante o ano foram instituídos grandes jogos para festejar a vitória sobre Veios e Fidenas nos dois anos anteriores. Candidatos plebeus, com o apoio dos tribunos da plebe, entraram em campanha para as eleições do ano seguinte. O Senado e os tribunos consulares, num encontro secreto sem a presença dos tribunos da plebe, decidiu que cônsules seriam eleitos para o ano seguinte, excluindo a possibilidade de se eleger um plebeu. Para evitar protestos dos tribunos da plebe contra a decisão, Senado envia os tribunos consulares para investigarem um possível abuso dos volscos contra os hérnicos e deixam Roma aos cuidados de Ápio Cláudio, conhecido por sua antipatia em relação aos tribunos da plebe pelo tratamento que deram ao seu pai.

## Tribuno consular (418 a.C.)
Em 418, Lúcio Sérgio foi eleito tribuno consular pela terceira vez, com Caio Servílio Áxila e Marco Papírio Mugilano.
Neste ano foi decidido declarar guerra contra os labicanos depois que os tuscolanos contaram aos senadores que eles estavam acampados, armados, perto do monte Algido, reforçados pelos équos.
Imediatamente surgiram divergências entre os tribunos sobre como deveria ser conduzida a campanha militar e somente a intervenção de Quinto Servílio Prisco Fidenato, nomeado ditador em 435 a.C., para conduzir a campanha é que se conseguiu definir que ficaria encarregado do quê.
| “ | Como não havia respeito nem por este fórum e nem pela república, ira dirimir esta contenda a autoridade paternal: meu filho irá governar a cidade sem que seja necessário recorrer ao sorteio. Eu realmente espero que os que aspiram comandar numa guerra saibam como utilizar melhor a razão e a harmonia do que o simples desejo. | ” |
|   | — Lívio, "Ab Urbe Condita libri" IV, 4, 45. |   |

Assim, enquanto Caio Servílio, filho de Quinto, presidia a cidade, Lúcio Sérgio e Marco Papírio conduziram as legiões até o acampamento inimigo. Mas as divergências entre os dois tribunos não cessou, mas ao fim concordaram em comadar o exército completo em dias alternados.
E foi justamente quando o comando do exército estava com Lúcio Sérgio que os romanos foram surpreendidos em uma posição desvantajosa pelos équos, que não tiveram dificuldade de matar muitos e colocar o resto em fuga.
Chegando à cidade a notícia da derrota, se decide então nomear Quinto Servílio ditador, unificando o comando das operações numa tentativa de evitar novas derrotas. E, de fato, sob a liderança do ditador, os romanos conseguiram primeiro derrotar os équos, expulsando-os de seu campo, e depois tomaram Labico, que foi saqueada e incendiada.
No final, depois desta grande vitória, o Senado Romano decidiu enviar a Labicano 1 500 colonos, cada um deles com direito a 2 000 acres de terra.